# Dibamus novaeguineae
Dibamus novaeguineae är en ödleart som beskrevs av Duméril och Bibron 1839. Dibamus novaeguineae ingår i släktet Dibamus och familjen blindödlor. IUCN kategoriserar arten globalt som livskraftig. Inga underarter finns listade i Catalogue of Life.
Arten förekommer från södra Filippinerna och Sulawesi till Nya Guinea samt till mindre öar i regionen. Habitatet utgörs av skogar, gräsmarker och odlingsmark. Dibamus novaeguineae lever främst underjordisk.